# Novi stars
『Novi stars』（ノヴィ・スターズ）は、アメリカ合衆国の玩具会社 MGA Entertainmentが2012年に発売した、女児向け着せ替え人形シリーズ。また、アニメ版エピソードも公開されている。

## 概要
2012年7月、クリスマス向け商品の展示会にて発表され、8月に発売された着せ替え人形（ファッションドール）である。YouTubeなどで動画が配信されている。
キャラクターの設定は「エイリアンの女の子達が地球へ遊びに来て、地球での生活の様子を映像ブログで紹介している」となっており、アニメ版はそのブログ映像、ということになっている。アニメ版では現在のところストーリー性は重視されておらず、エイリアンの女の子たちが地球で目にした面白いものやかわいいものについてハイテンションで話し合っている様子を視聴者が眺めるという、いわゆる「日常系アニメ」に近い形態をとっている。キャラクターの年齢設定に「光年」が使用されるなどしたため、議論の的となった。

## キャラクター

### Alie Lectric（アリー・レクトリック）
電気発光系エイリアンの女の子。博識で論理的な性格。年齢は200兆光年。読書と数学と科学が趣味。いろんな色で発光しながら赤面する癖がある。好きな食べ物はたくさん。地球の数学が好き。静電気が嫌い。名前の由来はエレクトリックから。髪飾りはハート型。ドールは背中のボタンでカラフルに光る。ペットはHi-Def。

### Ari Roma（アリ・ロマ）
チェリーとストロベリーの香りを放つエイリアンで、陽気でお世話好きの女の子。年齢は300永劫。夢は地球の男の子とキスすること。好きな食べ物はピザ。カーリングアイロンで髪を巻くのが好き。帽子が嫌い。地球の空気に慣れるため、ヘルメットを着用している。名前の由来はアロマから。髪飾りは星型。ドールは香り付き。ペットはO2。

### Una Verse（ウナ・バース）
水と粒子で構成されたボディを持つエイリアンの女の子。年齢は4兆光年。常に浮いている。地球のファッションに興味があり、ファッションショーを開くのが夢。好きな飲み物はソーダ。任務は、地球に宇宙時代への変貌をもたらすこと。名前の由来はユニバースから。髪飾りは天体。ドールはスノードーム仕様。ペットはMolecule。

### Mae Tallick（メイ・タリック）
金属の体を持つロボット生命体の女の子。年齢は137億歳。おしゃべりが大好きだが、喋る速度に機械の処理が追いつかず、壊れたカセットテープのような喋り方になる時がある。食べ物はアルミホイルで包んだものならなんでも好き。また、DJのように曲をミックスするのが好きで、夢はポップスターになることである。海岸が嫌い。名前の由来はメタリックから。髪飾りは弓。ドールは耳を押すと話す。ペットは8-Bit。

### Nita Light（ニタ・ライト）
幽体の夜光系エイリアン。年齢は6000光年。エナジーポッドと同梱販売された。髪飾りはジグザグ型。

### Malie Tasker
4本腕の女の子。ドールは腕がゴム状。ペットは4.0。

### Tula Toned
羽と尻尾を持つエイリアン。左右の足には異なる色の液体が入っている。ペットはVortex。

### Sila Clops
一つ目。ドールは目が点灯。ペットは1-Eye。

### CiCi Thru
透明なボディを持つ双子の妹。衣装付きスキンで着せ替えができる。この双子のみ目はペイント。

### Gail Lexi
双子の姉。

### Mimi Merize
催眠術を使える。ドールは目が回転する。ペットはDiz。

### Vera Tabray
三つ目・骨の羽を持つ女の子。ペットはFibi。

### Tilly Vizion
胸がテレビのロボット生命体。ペットはTelepuppy。

### Roe Botik
左目がメカのロボット生命体。ペットはCircuit。

### Ina Ferna
燃え立つ頭の女の子。ドールは頭が点灯。

### Anne Arctic
宇宙雪で満たされている女の子。動物耳。スノードーム仕様。

### Doe A Deer
鹿のような角を持つ。ドールは足がフロッキー仕様。

### Justina Hour
ドールは目が左右に動く。

### Carmela Sweet
ドールは足がグミ状。

### Frostina Sprinkles
4本腕。ドールは足にカラースプレーが入っている。